# Sophie Van Reeth
Sophie Van Reeth (Turnhout, 3 oktober 1999) is een Vlaams schrijver en opiniemaker.

## Opleiding en carrière
In 2021 behaalde ze haar bachelor Geschiedenis aan Universiteit Antwerpen. Tijdens haar studies ging ze aan de slag als communicatiecoördinator bij Punt vzw, advies- en informatiecentrum voor slachtoffers van seksueel grensoverschrijdend gedrag. Hier maakte ze als campagneleider met een team van vrijwilligers tal van campagnes, waaronder #BloomForChange. In deze campagne pleitte de vzw voor betere ondersteuning van slachtoffers op verschillende domeinen.
Sinds 2024 werkt ze bij het Vlaams Energiebedrijf. Hier maakt ze campagnes over de energietransitie gericht op publieke organisaties, met het oog op het behalen van de Europese klimaatdoelstellingen van 2050.

## Auteur
In 2020 werd haar eerste boek, Genoeg Gezwegen, Getuigenissen over seksueel misbruik, gepubliceerd bij Standaard Uitgeverij. Hierin tekent ze zeven verhalen op van slachtoffers, gekoppeld aan maatschappelijke kritiek omtrent de problematiek. Verschillende dichters, waaronder Esohe Weyden en Moya De Feyter, verleenden hun samenwerking. Vlaams illustrator Chrostin verzorgde de illustraties bij de poëzie.
In 2025 werd haar tweede boek, liefste ineke, een liefdesbrief voor iedereen die zich (soms) niet geliefd voelt, gepubliceerd bij Standaard Uitgeverij - evenzeer onder het label Manteau. Hierin brengt ze het waargebeurde verhaal van Marie en Ineke, die elkaar ontmoetten op de eetstoornisafdeling van het ziekenhuis in Leuven. Ze herstelden samen van anorexia en werden verliefd. Thema's zoals (zelf)liefde, mentale gezondheid, trauma en herstel staan in dit boek centraal.
Naast het schrijven van boeken houdt ze zich bezig met het schrijven van opiniestukken en artikels. Hierin schrijft ze doorgaans over maatschappelijke kwesties, zoals seksueel geweld, feminisme, zelfbeschikkingsrecht en mentaal welzijn. Haar eerste opiniestuk werd in 2018 gepubliceerd in dagblad De Morgen.